# أبو حبيب الليبي
حسن الصلاحين صالح الشعري، المعروف باسم أبو حبيب الليبي (مواليد 1975)، هو ليبي معروف بكونه من كبار قادة تنظيم الدولة الإسلامية في كل من العراق وليبيا.

## حياته
ولد في درنة بليبيا عام 1975.

## العراق
بعد غزو العراق عام 2003، سافر من ليبيا إلى العراق عبر سوريا لمحاربة قوات التحالف. كان عضوا في تنظيم القاعدة في العراق منذ عام 2004 على الأقل وكان معاونا لأبو عمر التونسي منذ ذلك الحين. ووفقًا لوصف قدمته وزارة الخزانة الأمريكية، فقد تلقى تدريبًا شخصيًا على يد أبو مصعب الزرقاوي.
اعتقلته القوات الأمريكية في الكرابلة بمحافظة الأنبار في 6 سبتمبر 2005. وجاء في بيان صحفي صدر في ذلك الوقت أنه اعترف بأنه أمير العبوات الناسفة في الكرابلة، والمسؤول عن تنفيذ العديد من التفجيرات ضد قوات التحالف والقوات العراقية.

## ليبيا
في منتصف عام 2012، تم إطلاق سراحه من السجن في العراق وعاد إلى ليبيا، حيث واصل دعم تنظيم الدولة الإسلامية، لينشئ فرعًا لتنظيم الدولة الإسلامية في ليبيا في أواخر عام 2014. لقد زود القيادي التونسي في تنظيم الدولة أبو عمر التونسي بمئات الآلاف من الدولارات وأرسل موظفين ذوي خبرة وموثوق بهم لمساعدته بين أواخر عام 2012 وأوائل عام 2013.
بحلول أوائل عام 2014، كان قد بايع زعيم تنظيم داعش أبو بكر البغدادي، وفي أواخر عام 2014 كان يقود قوافل داعش العسكرية في درنة، ليبيا. 

### عقوبات الولايات المتحدة والأمم المتحدة
في 29 سبتمبر 2015، خضع لعقوبات من قبل وزارة الخزانة الأمريكية. وفي 29 فبراير 2016، خضع لعقوبات من قبل مجلس الأمن التابع للأمم المتحدة.